# L'escala de cargol
|  | Per a altres significats, vegeu «escala de cargol». |

 L'escala de cargol (títol original: The Spiral Staircase) és una pel·lícula estatunidenca dirigida per Robert Siodmak, estrenada el 1945 i doblada al català. Està basada en la novel·la d'Ethel Lina White Some Must Watch. La novel·la es va adaptar per un programa de ràdio protagonitzada per Helen Hayes abans d'arribar a la pantalla gran. Ethel Barrymore fou nominada a l'Oscar a la millor actriu secundària el 1947 per la seva interpretació al film.  L'Escala de Cargol va ser adaptada per un programa de ràdio de mitja hora el 25 de novembre de 1949, amb Dorothy McGuire en el seu paper original. Es va fer un remake el 1975 amb Jacqueline Bisset i un altre el 2000 com a telefilm amb Nicollette Sheridan.

## Argument
Situada a principis del segle XX a Nova Anglaterra, el guió cinematogràfic de Mel Dinelli gira al voltant d'un assassí en sèrie que mata dones joves invàlides. La seva pròxima víctima aparentment és Helen, una noia muda que treballa d'acompanyant de Mrs Warren, prostrada al llit. Warren l'insta a marxar de la casa, com el Dr. Parry, que sap la raó de la pèrdua de la veu de Helen i espera ajudar-la a recuperar-la.

## Repartiment
- Dorothy McGuire: Helen Capel
- George Brent: Professor Warren
- Ethel Barrymore: Sra. Warren
- Kent Smith: Dr. Parry
- Rhonda Fleming: Blanche
- Gordon Oliver: Steve Warren
- Elsa Lanchester: Sra. Oates
- Sara Allgood: Infermera Barker
- Rhys Williams: Mr Oates